# Медаль «50 лет Монгольской Народной Революции»
«50 лет Монгольской Народной Революции» (монг. Монгол ардын хувьсгалын 50 жилийн ойн медаль)— почётная медаль Монгольской Народной Республики учреждена Указом Президиума Великого Народного Хурала МНР 9 июня 1970 года.

## Статут
Почётная медаль «50 лет Монгольской Народной революции» вручалась гражданам МНР, имевшим заслуги перед монгольским народом и МНРП в деле партийного строительства, общественной деятельности, укрепления экономической и оборонной мощи МНР. Этой медалью награждались и граждане других государств, имеющие большие заслуги перед монгольским народом.

## Описание знака
Л. с. медали представляет собой пятиконечную звезду, покрытую красной эмалью, расположенную на фоне золотых лучей, расходящихся в виде пятиконечной полированной звезды, концы которой размещены между концами красной звезды. В середине красной звезды золотое изображение «Соёмбо». В нижней части звезды дата «1921-1971». По краю звезды выпуклые бортики из металла.
Размер медали между противоположными концами красной и золотой звезд 38 мм. Высота цифр 4 мм. Все изображения и надписи выпуклые.
Медаль при помощи ушка и кольца соединяется с пятиконечной колодочкой. Ширина колодочки 32 мм, высота колодочки 25 мм. Посередине колодочки 5 продольных желтых полос шириной по 1 мм. Расстояние между полосками 2 мм. Caма колодочка покрыта красной эмалью. Колодочка окаймлена выпуклым бортиком из основного металла. Ширина бортика 2 мм.
На оборотной стороне колодочки булавка для прикрепления медали к одежде. Вес медали с колодкой и булавкой 25,4 г.

## Лента медали «50 лет Монгольской Народной революции»
(Размеры полос даны в мм. Сокращения: Ж — жёлтый, К — красный.)
Ширина полос на ленте
5.5-1-2-1-2-1-2-1-2-1-5.5
Цвета полос слева направо
К-Ж-К-Ж-К-Ж-К-Ж-К-Ж-К